# Roca Perdida
La Roca Perdida 54°30′S 37°10′O / -54.500, -37.167 es una roca del  Mar del Scotia que se encuentra al oeste de la bahía Rustad de la isla Annenkov, del archipiélago de las Georgias del Sur. Asimismo se ubica al sudoeste de la isla San Pedro.
Este accidente geográfico es uno de los puntos que determinan las líneas de base de la República Argentina, a partir de las cuales se miden los espacios marítimos que rodean al archipiélago.